# À la croisée des chemins (film, 1943)
Pour les articles homonymes, voir À la croisée des chemins.
Pour plus de détails, voir Fiche technique et Distribution.
À la croisée des chemins est un film québécois en noir et blanc créé par Paul Guèvremont et Jean-Marie Poitevin en 1943.
Il s'agit du premier long métrage de fiction sonore produit sur le territoire du Québec.

## Synopsis
Le récit est celui d’un adolescent tiraillé entre sa vocation religieuse et l’amour. À la suite d'une projection de films tournés en Chine, le jeune Jean décide d'entreprendre une vie de missionnaire en orient au désarroi de ses parents et de son amoureuse Pauline.

## Fiche technique
- Scénario et direction artistique : Jean-Marie Poitevin
- Mise en scène : Paul Guèvremont
- Photographie : Paul Morin
- Adaptation musicale : Fernand Gaudry
- Sonorisation : "Le Cinéma Catholique Enr." de Québec
- Dessinateur : Jean P. Ladouceur
- Production : Société des missions étrangères de la province de Québec
- Pays d'origine :  Canada
- Langue originale : français
- Format : noir et blanc — 16 mm — 1,33:1
- Durée : 77 minutes
- Date de sortie : 1943

## Distribution
- Paul Guèvremont : Jean Leber

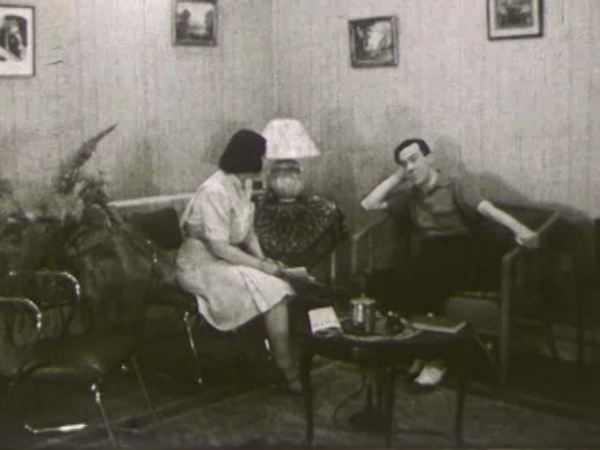
Jean annonce à sa mère son intention de devenir missionnaire en Chine.

- Denise Pelletier : Pauline Garnier
- Rose-Rey Duzil : Mme Leber
- Phil Desjardins (sous le pseudonyme de Jean Fontaine) : M. Leber
- Carmélienne Séguin : Mme Garnier
- Lorenzo Barrito : M. Garnier
- Philippe Robert : André Garnier
- Denis Drouin
- René Lévesque : Narrateur

## Autour du film
Le film est une adaptation de la pièce La folle aventure de Guy Stein créée à l'occasion du 300e anniversaire de la ville de Montréal. Poitevin reprend le dernier acte de celle-ci et y intègre des images prises lors de ses missions en Chine.
Les théoriciens québécois s'entendent autour du fait que le film n'a pas une grande importance d'un point de vue artistique. La valeur de celui-ci est surtout patrimoniale. Le film s'inscrit dans le mouvement des prêtres-cinéastes des années trente. Il s'agit du seul long métrage de fiction issu de ce mouvement.
L'ancien premier ministre du Québec René Lévesque, alors âgé de 20 ans, assure la narration du film.